# Najat El Hachmi

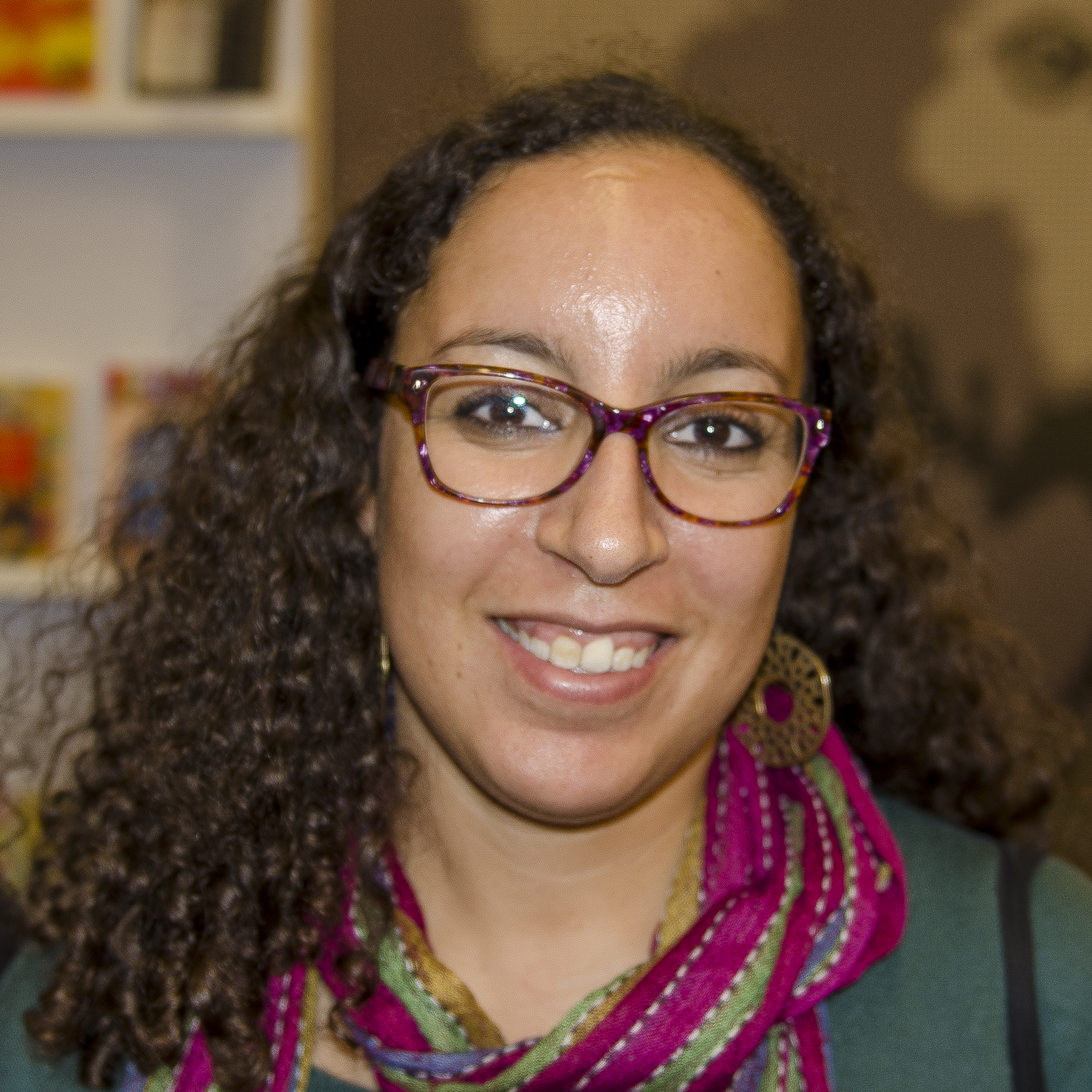
Najat El Hachmi (2014)

Najat El Hachmi (geboren am 2. Juli 1979 in Nador) ist eine marokkanisch-spanische Schriftstellerin, die auf Katalanisch schreibt.

## Leben und Werk
Najat El Hachmi wurde in Beni Sidel in der marokkanischen Provinz Nador geboren. Im Alter von acht Jahren kam sie im Rahmen der Familienzusammenführung nach Vic in Katalonien, Spanien, wo ihr Vater bereits lebte. Als sie zwölf Jahre alt war, begann sie, literarisch zu schreiben. In ihren Werken reflektiert sie die eigene Realität und nähert sich den beiden Welten, denen sie angehört – der katalanischen und der marokkanischen bzw. Berberkultur. Ihr erstes, streng autobiografisches Buch, Jo també sóc catalana (Auch ich bin Katalanin), beschäftigt sich mit der Frage der Identität und des Verwurzelungsprozesses in der neuen Heimat.
Sie studierte arabische Philologie an der Universität von Barcelona.
Seit der Veröffentlichung ihres ersten Buches, Jo també sóc catalana (Auch ich bin Katalanin), hat sie an verschiedenen runden Tischen teilgenommen und Vorträge in Katalonien und anderen Ländern gehalten. Von ihr gibt es Beiträge in Rundfunk und Presse, so z. B. in Catalunya Ràdio oder El Periódico de Catalunya.
Der Roman Der letzte Patriarch, mit dem sie berühmt wurde, hat 2008 den Literaturpreis Ramon Llull gewonnen. Der Roman erzählt die Geschichte eines marokkanischen Einwanderers, der sich in Zentralkatalonien niederlässt, ein allmächtiger, manchmal despotischer Patriarch, der mit den kulturellen Veränderungen seiner Tochter konfrontiert ist, die mit den Traditionen bricht und sich an die Werte der neuen Gesellschaft, in der sie lebt, anpasst. Der Roman ist in 10 Sprachen übersetzt worden.
Anfang 2011 erschien das Buch La caçadora de cossos (The Body Hunter), in dem sie das Thema Sexualität anspricht. 2015 gewann sie den BBVA San Juan-Preis für La filla estrangera (Die fremde Tochter), das den Ciutat de Barcelona-Preis in der katalanischen Literatur gewann. Im Jahr 2018 wurde Mare de llet i mel (Milch- und Honigmutter, Mother of milk and honey) veröffentlicht.
2021 wurde Najat El Hachmi in Barcelona für den Roman El lunes nos querrán (dt. Am Montag werden sie uns lieben) mit dem Nadal-Literaturpreis ausgezeichnet.
Najat El Hachmi lebt in Barcelona.

## Bibliografie
- 2004 Jo també sóc catalana. Columna Edicions. ISBN 84-664-0424-4
- 2008 L'últim patriarca. Editorial Planeta. ISBN 978-84-9708-185-6
  - Übersetzung: 2011 Der letzte Patriarch. Verlag Klaus Wagenbach. ISBN 978-3-8031-3235-2

- 2008 «L'home que nedava», relat dins el recull El llibre de la Marató: Vuit relats contra les malalties mentals greus. Columna Edicions. ISBN 9788466409643
- 2011 La caçadora de cossos. Editorial Planeta. ISBN 978-84-08-09877-5
- 2015 La filla estrangera. Edicions 62. ISBN 978-84-297-7468-9
  - Übersetzung: 2020 Eine fremde Tochter. Orlanda Verlag.  ISBN  978-3944666655

- 2018 Mare de llet i mel. Edicions 62. ISBN 978-84-297-7644-7
- 2021 El lunes nos querràn. Destino. / Dilluns ens estimaran. Edicions 62.
  - Übersetzung: 2022 Am Montag werden sie uns lieben. Orlanda Verlag. ISBN 978-3949545009
- 2023 Mère de lait et de miel. Éditions Verdier. ISBN 978-2378561598